# 阿尔弗雷德·古森鲍尔

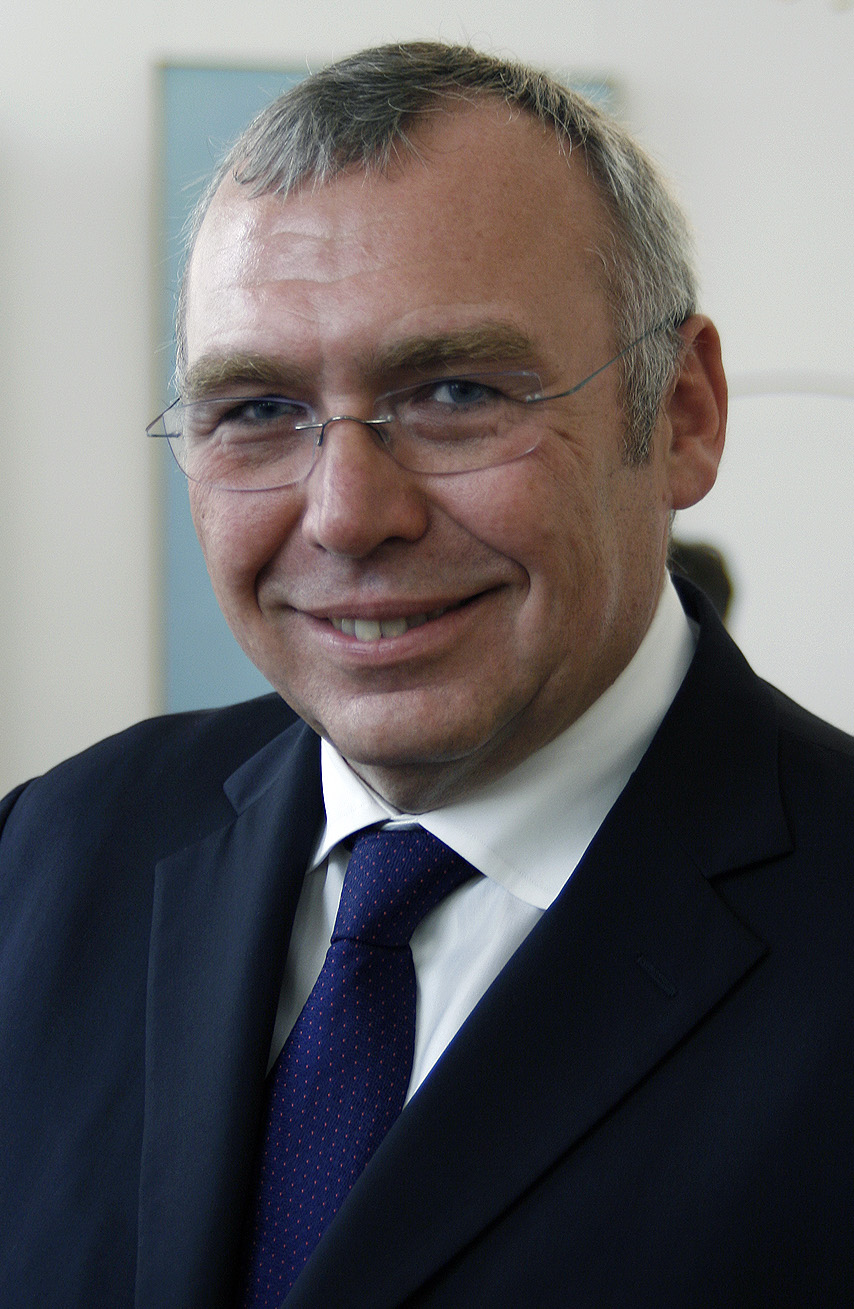
阿尔弗雷德·古森鲍尔

阿尔弗雷德·古森鲍尔（德語：Alfred Gusenbauer，1960年2月8日—）出生於奥地利圣珀尔滕，奥地利政治家，奥地利社会民主党前领袖，前奥地利总理。
| 前任： 沃尔夫冈·许塞尔 | 奥地利总理 2007年1月11日－2008年12月2日 | 繼任： 維爾納·法伊曼 |